# تكلفة الاستيعاب الكلية
تكلفة الاستيعاب الكلية هي وسيلة لحساب التكاليف التي تتضمن التكلفة الكاملة لتصنيع وتوفير خدمة ما. لا تشمل تكلفة الاستيعاب الكلية تكاليف المواد الخام والعمل فقط، بل تشمل أيضًا كل نفقات التصنيع سواء الثابتة منها أو المتغيرة. يُمكن أن تكون تكلفة كل بند من بنود النفقات مباشرة أو غير مباشرة. فالتكلفة المباشرة يُمكن تحديدها والتعرف عليها من خلال كل بند على حدة، أمّا التكلفة الغير مباشرة فلا يُمكن تحديدها بسهولة. تُسمى عملية توزيع النفقات العامة على الإدارات والأقسام المُختلفة بعملية التخصيص أو التقسيم.

## التخصيص الأولي أو توزيع النفقات العامة
يعتمد اختيار القاعدة التي يتم على أساسها توزيع النفقات العامة أو يجب توزيع النفقات العاملة على أساسها على المبادئ التالية:
- مبدأ الخدمة أو الاستخدام: فلو كان بالإمكان قياس وحساب الفائدة المُحصلة عن طريق الإدارات المختلفة من النفقات العامة، فيمكن في هذه الحالة توزيع النفقات العامة على الإدارات على هذه الأساس.
- مبدأ الاستبيانات (الدراسات الاستقصائية): لو لم يكن بالإمكان قياس وحساب النفقات العامة، فيُمكن اللجوء لتطبيق الاستبيانات.
- مبدأ القدرة على الدفع: في هذه الحالة يُمكن لتوزيع النفقات العامة أن يعتمد على بعض العوامل مثل الأرباح أو المبيعات الكلية. في بعض الأحيان لا تكون هذه الحالة عادلة، لأن ربما تتحمل بعض الإدارات معظم الأعباء دون غيرها.

## التوزيع الثانوي
مع عملية التوزيع أو التخصيص الأولى، تُحمّل النفقات العامة على كل الأقسام بما في ذلك أقسام الإنتاج وأقسام الخدمات. في الخطوة التالية، تُنقل النفقات العامة من الأقسام الغير منتجة إلى الأقسام المنتجة، حتى تمر مراكز التكلفة المختلفة من خلال أقسام الإنتاج فقط.

### الإستيعاب أو التحميل
يجب أن تحصل كل وظيفة من خلال مرورها على أقسام الإنتاج على نصيبها من النفقات العامة. تُسمّى عملية توزيع النفقات هذه بعملية التحميل أو الإستيعاب. يُمكن أن يوجد عدد من الطرق لتحميل النفقات على الوظائف المختلفة، كما يجب الأخذ في الاعتبار نوع الصناعة، عملية التصنيع وطبيعة الصناعة إلخ.  تشمل طرق عملية التحميل الآتي:
- معدل نسبة تكلفة المواد الأولية المباشرة.
- معدل نسبة تكلفة العمل المباشر.
- المعدل الساعي للعمل.
- المعدل الساعي للآلة.

### معدل نسبة تكلفة المواد الأولية المباشرة
في هذه الطريقة، تُحسب النفقات العامة كنسبة تكلفة للمواد الخام. تُستخدم في حالة كانت المواد الأولية عالية التكلفة أو تتمتع بأهمية قصوى. كما توجد بعض التكاليف الإضافية الضئيلة أو التي لا تعتمد على تكلفة المواد الأولية الداخلة في عملية التصنيع. تُحسب هذه الطريقة كالآتي: (حجم النفقات العامة\تكلفة المواد الأولية)* 100. فمثلًا لو كانت نفقات الإنتاج 3,000 وحدة وكانت تكلفة المواد الأولية 10,000 وحدة فإن معدل الاستيعاب سيكون: (3000/10000)* 100 = 30%
بالنسبة لمنتج تكلفة المواد الأولية الداخلة في تصنيعه 1000 وحدة، وتكلفة النفقات العامة الأخرى 300 وحدة فإن التكلفة الكلية ستكون 1,300 وحدة. تُعتبر صياغة المجوهرات (الذهب) مثالًا تقليديًا على استخدام هذه الطريقة لحساب مُعدل الاستيعاب، إذ يتراوح معدل الاستيعاب ما بين 2% إلى 5% من التكلفة الكلية للذهب، لكن إذا كانت تكلفة المواد الأولية مُتقلبة -غير مُستقرة- فلا يُمكن استخدام تلك الطريقة، ففي هذا النوع من الاستيعاب -توزيع النفقات- يجب أن تكون تكلفة المواد الأولية مُستقرة. أمّا لو كانت تكلفة المواد الأولية الداخلة في عملية التصنيع مُتغيرة ومختلفة، تُصبح هذه الحسابات غير مقبولة خصوصًا إذا كانت الفروق بين تكلفة المواد الأولية كبيرة

### معدل نسبة تكلفة العمل المباشر
في هذه الطريقة، توزّع التكلفة كنسبة مئويّة على تكلفة العمالة والأجور كالتالي: (التكاليف غير المباشرة\تكاليف العمالة) * 100، فإذا كانت تكلفة العمالة 5000 وحدة وكانت تكلفة النفقات الغير مباشرة 1000 وحدة فأن نسبة الاستيعاب (التوزيع) ستكون 20%، وعليه، فإذا كانت تكلفة العمالة في وظيفة واحدة فقط 500 وحدة فيجب عليها استيعاب 20% أي نحو 100 وحدة إضافية لتكون التكلفة الكلية بالإضافة للتكاليف الغير مباشرة 600 وحدة. تُستخدم هذه الطريقة في الصناعات الخدمية إذ تعتمد الموارد الرئيسية في هذه الحالة على العمالة الماهرة والغير ماهرة. لحسابات مناسبة وأكثر دقة، يجب أن تكون معدلات العمل ثابتة، ومهارة وكفاءة العمّال متطابقة لحد ما.

### مُعدل نسبة التكلفة الأولية
في هذه الطريقة، تُعتبر تكلفة المواد الخام وتكلفة العمالة هما الأساس لحساب استيعاب النفقات العامة. يُمكن حساب ذلك كالتالي: (تكلفة النفقات العامة\التكلفة الأولية) * 100. التكلفة الأولية ما هي إلا مجموع تكلفة المواد الخام المباشرة وتكلفة العمالة المباشرة.

### المُعدل الساعي للعمل
تُستخدم هذه الطريقة خاصة أذا كانت الصناعة كثيفة العمالة وكانت العمالة غير مُدربة أو شبه مُدربة. يُمكن حسابه كالتالي: (تكلفة النفقات العامة\ساعات العمل اللازمة للإنتاج)، فإذا كانت ساعات العمل اللازمة هي 1000 وكانت تكلفة النفقات العامة المُراد استيعابها هي 250 وحدة فإن المُعدل الساعي سيكون 0,25 وحدة لكل ساعة عمل. إذا كانت ساعات العمل اللازمة لإتمام المهمة هي 20 ساعة فإن تكلفة النفقات العامة ستكون 5 وحدات.

### المُعدل الساعي للآلة
إذا كانت تحتوي عملية التصنيع على درجة عالية من التشغيل الآلي والميكنة، فهذه الطريقة هي الأنسب. يأتي هنا الجزء الأكبر من التكلفة من استخدام الآلات. ويُمكن حسابه كالتالي: (تكلفة النفقات العامة\عدد ساعات عمل الآلة). هذه الطريقة مُفيدة جدًا إذا كانت تكلفة تشغيل الآلات بالإضافة إلى الإيجار هما المُسيطران على تكلفة المُنتج.
تُعتبر أغراض تقييم مخزونات البضائع هي أحد الأسباب الرئيسية لاستيعاب النفقات العامة ضمن التكلفة الكلية للمُنتج. كما يندرج حساب تكلفة الاستيعاب ضمن أساسيات المحاسبة المسموحة.
تطورت حسابات تكلفة التصنيع الكلية التقليدية في عصر الصناعة وأصبحت تُستخدم بشكل أكبر في الوصول إلى تكاليف التصنيع الكلية للبضائع، وهناك طريقة بديلة للوصول إلى التكلفة الكلية تُعرف بمحاسبة التكاليف على أساس النشاط، والتي عادة ما تكون مناسبة أكثر للأنشطة الخدمية. تُمثل تكلفة الاستيعاب وسيلة لدمج حصص عادلة لكل من التكلفة الغير مباشرة والنفقات العامة ضمن تكلفة الوحدة من المُنتج أو الخدمة المُقدمة.

## التكلفة الاستيعابية
تشمل طريقة تقدير التكلفة كل تكاليف التصنيع سواء المواد الخام المباشرة أو العمالة المباشرة وكل النفقات العامة في التكاليف الإنتاجية للمُنتج. وفقًا لجمعية سوق المال الدولية بلندن فإن تكلفة الاستيعاب الكلية عبارة عن مبدأ -قاعدة- تُخصص عن طريقه النفقات المتغيرة والثابتة لوحدة التكلفة. يُمكن تطبيق هذا المبدأ في حالة تخصيص تكاليف الإنتاج فقط أو تخصيص تكاليف كل الوظائف.